# Стронг, Джуди
Джудит Энн (Джуди) Стронг (англ. Judith Ann (Judy) Strong, 26 марта 1960, Нортгемптон, Массачусетс, США) — американская хоккеистка (хоккей на траве), полевой игрок. Бронзовый призёр летних Олимпийских игр 1984 года.

## Биография
Джуди Стронг родилась 26 марта 1960 года в американском городе Нортгемптон в штате Массачусетс.
Училась в академии Смит, играла за её команды по хоккею на траве, баскетболу и софтболу. Затем поступила в Массачусетский университет, где на первом курсе также играла в хоккей на траве и баскетбол, однако затем отказалась от баскетбола и до конца учёбы совмещала с хоккеем лякросс.
В 1981 году была признана лучшей хоккеисткой студенческой ассоциации.
В 1984 году вошла в состав женской сборной США по хоккею на траве на летних Олимпийских играх в Лос-Анджелесе и завоевала бронзовую медаль. Играла в поле, провела 4 матчей, мячей не забивала.
По окончании игровой карьеры стала учителем физкультуры в колледже Смит, затем работала там тренером по хоккею на траве и женскому лякроссу, трудилась на этих постах соответственно 20 и 16 лет. Также судила матчи по обоим видам спорта на уровне соревнований школ и колледжей.